# Ylläsjoki
Ylläsjoki är ett vattendrag i Lappland, Finland. Inlandsklimat råder i trakten. Årsmedeltemperaturen i trakten är −3 °C. Den varmaste månaden är juli, då medeltemperaturen är 14 °C, och den kallaste är februari, med −18 °C.